# Alberto Rondalli
Alberto Rondalli, né à Lecco en 1960 est un réalisateur et scénariste italien de cinéma ; il est également metteur en scène de théâtre.

## Biographie
À partir de 1989, Alberto Rondalli se consacre au théâtre avec Eugenio Barba : il met en scène quelques productions entre 1990 et 1992, par exemple Sceriffo 2 de Renzo Casali (de) et des pièces d'Harold Pinter. Il suit aussi des cours de cinéma auprès de « Ipotesi Cinema » d'Ermanno Olmi ; il a étudié, entre autres, avec Krzysztof Kieślowski. En 1993, sort son premier film, Quam mirabilis, lequel n'a pas été distribué en raison de sa durée d'environ une heure, ni court-métrage, ni long-métrage. Padre Pio da Pietrelcina, filmé deux ans plus tard et conçu pour la télévision, précède Il derviscio, tourné en turc, présenté au Festival international du film de Locarno en 2001, où il gagne une mention spéciale. Le scénario en est basé sur le roman Le Derviche et la Mort de Meša Selimović. Les critiques sont très positives, mais le public n'est pas au rendez-vous. En 2007, Rondalli réalise le film dramatique L'aria del lago et en 2013 Anita e Garibaldi sur l'épopée brésilienne de Giuseppe Garibaldi et sa rencontre avec celle qu'il prendrait pour épouse. En 2017, il renoue avec la réalisation dans Agadah, qui est aussi récompensé.

## Filmographie partielle
- 1993 : Quam mirabilis[4],[5]
- 1995 : Padre Pio da Pietrelcina
- 2001 : Dervis (tr)
- 2007 : L'aria del lago
- 2013 : Anita e Garibaldi
- 2017 : Agadah (it)

## Récompenses
- En 2001, au Festival international du film de Locarno, il remporte le prix du jeune jury avec une mention spéciale pour Dervis'[6].
- En 2018, au Festival international du film de Sose (Arménie), il remporte les prix du meilleur film, meilleur réalisateur, meilleur son et meilleur acteur, partagés avec Marco Saitta et Alessandra Perpignani pour Agadah[6]